# Tryar
Tryar (Lonicera) är ett släkte av kaprifolväxter med cirka 130 arter varav fem förekommer som vilda eller förvildade i Sverige. Tryar ingår i familjen kaprifolväxter.
De är vanligen lövfällande buskar eller klängande lianer. Bladen är motsatta, enkla och har helbräddad kant. Blommorna är vita till gula eller orange, ibland svagt purpurfärgade eller rosa, de är oskaftade och sitter parvis eller i ett huvudlikt knippe. Fodret är femflikigt. Kronan är tvåläppig (zygomorf), den övre läppen är fyrflikad och den undre läppen är hel. Mer sällan är blommorna radiärsymmetriska med fem nästan likstora flikar.  Ståndarna är fem och stiftet ett, ett långt med knapplikt märke. Frukten är ett fåfröigt rödgult, rött eller blåsvart bär. Bären är giftiga och ger kräkningar, ansiktsrodnad, överdriven törst och vidgade pupiller.
Den tyske läkaren Adam Lonicerus (1528-1586) har fått ge namn åt släktet.

## Bildgalleri

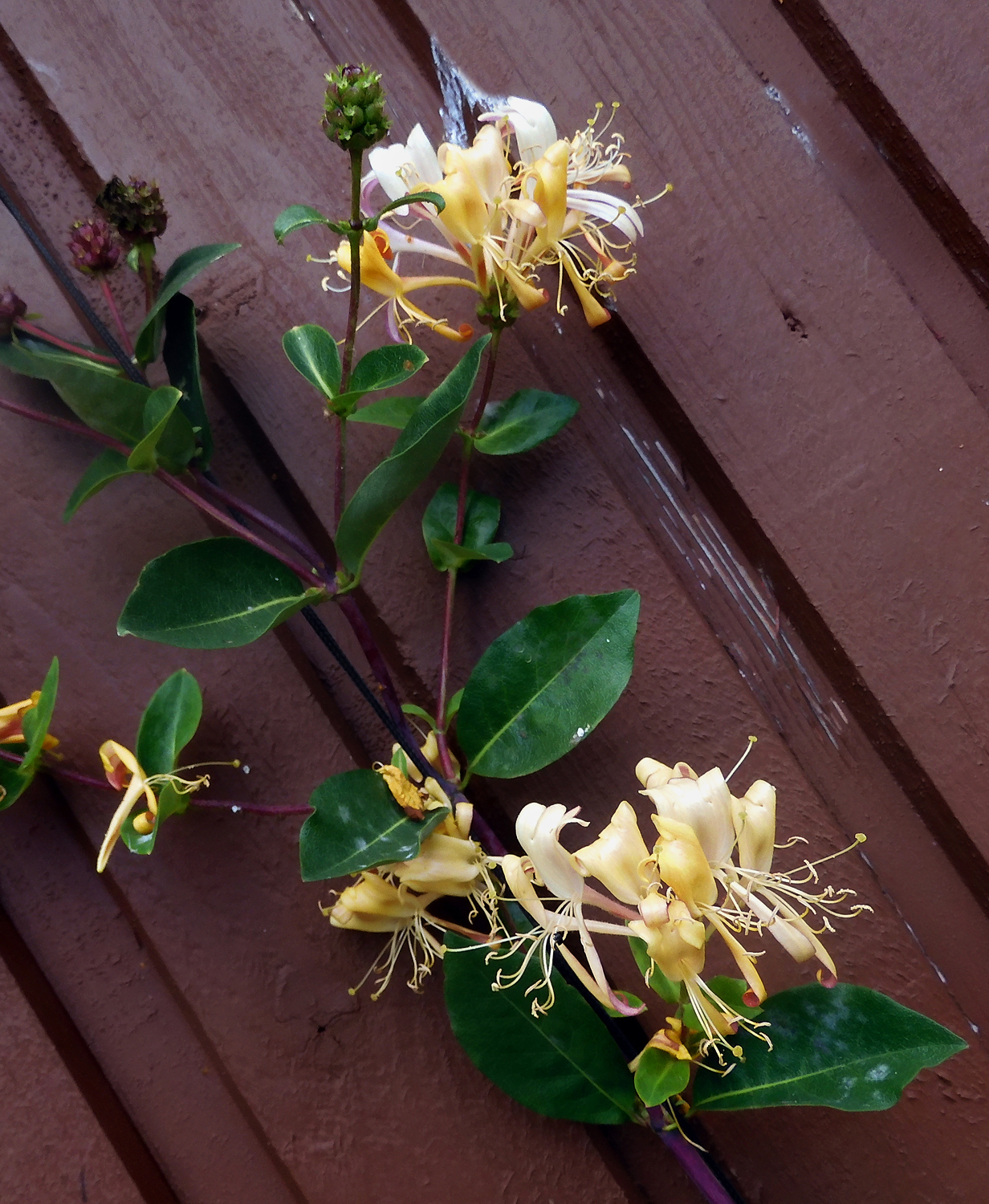
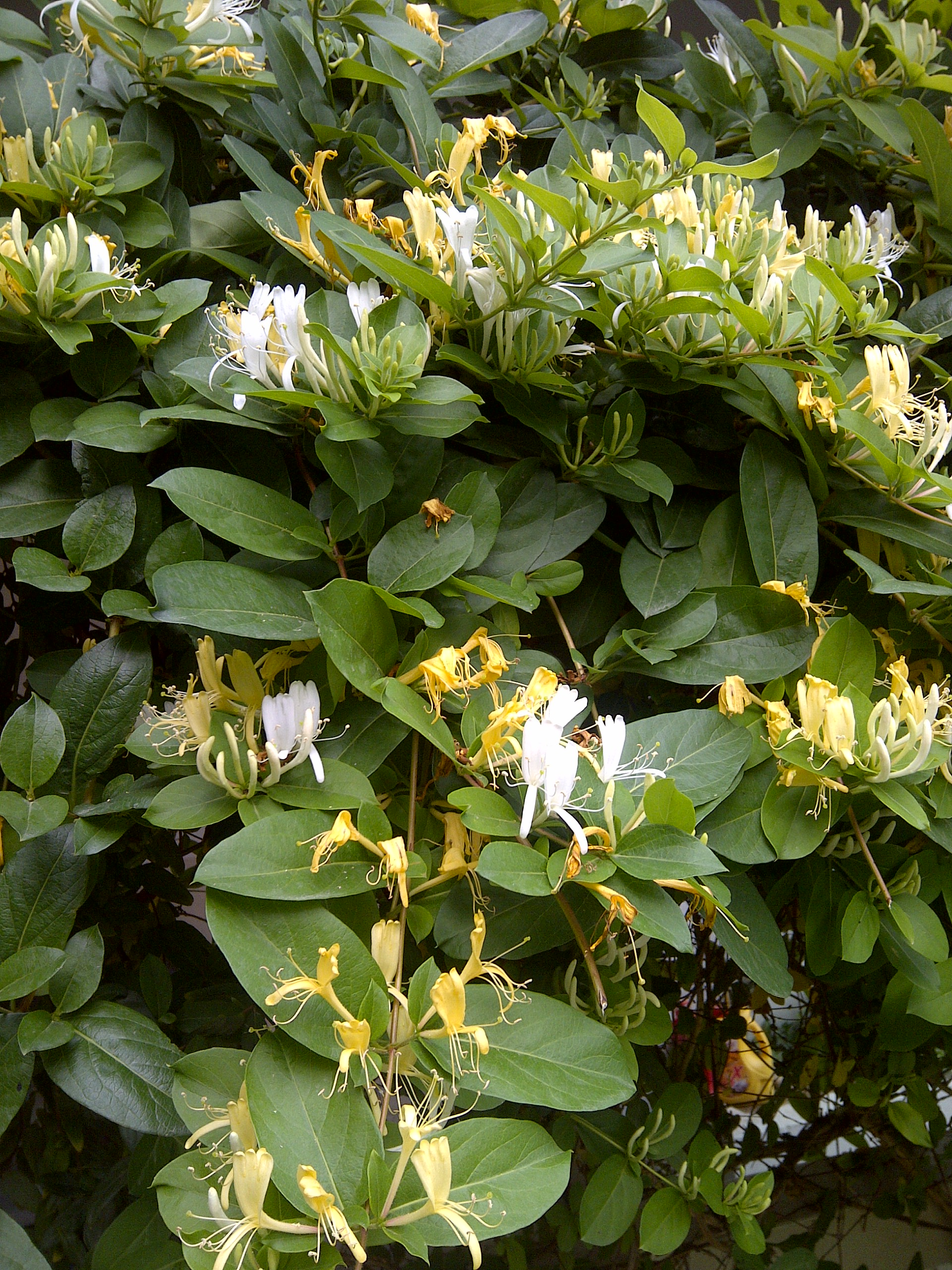
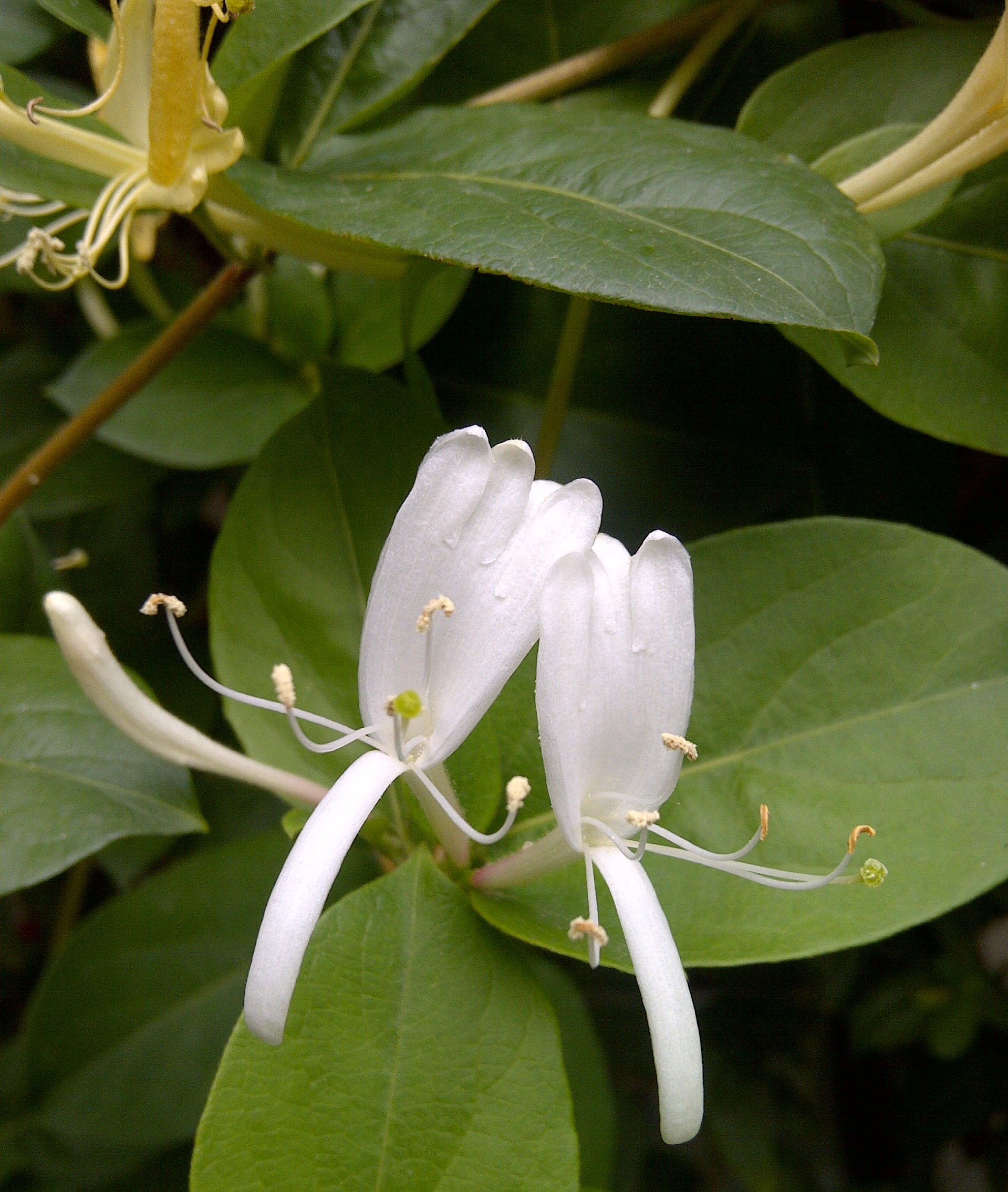
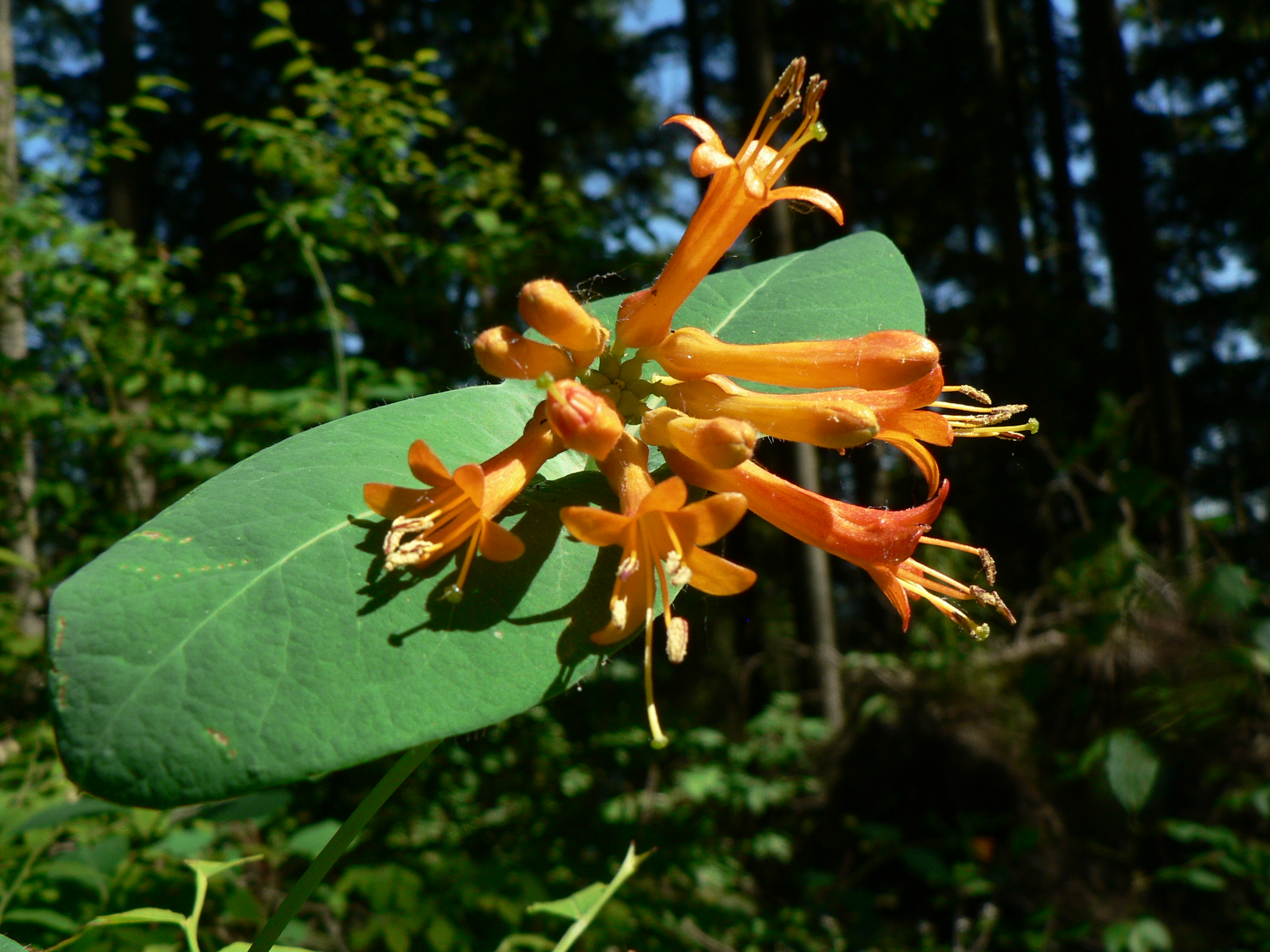
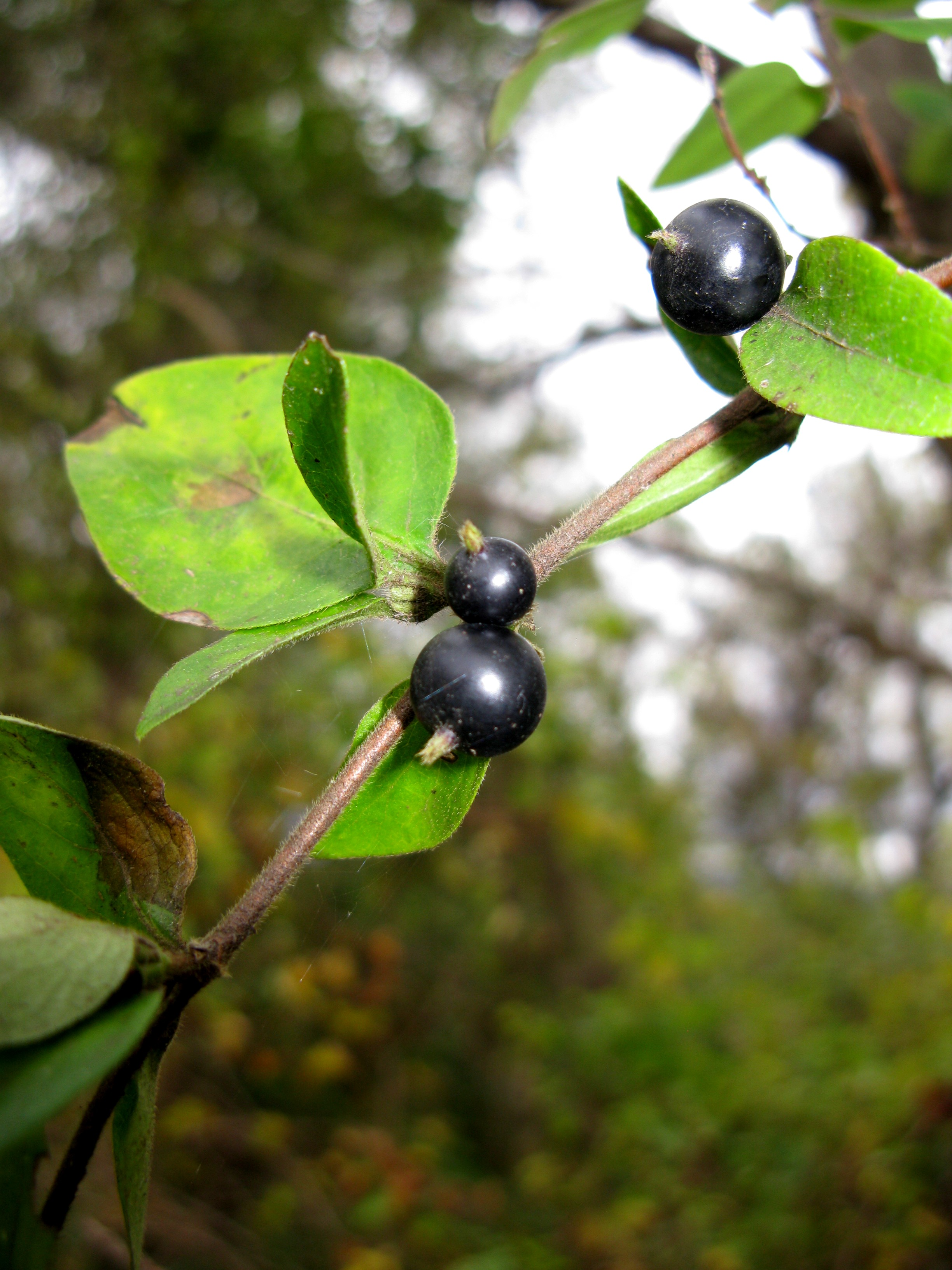
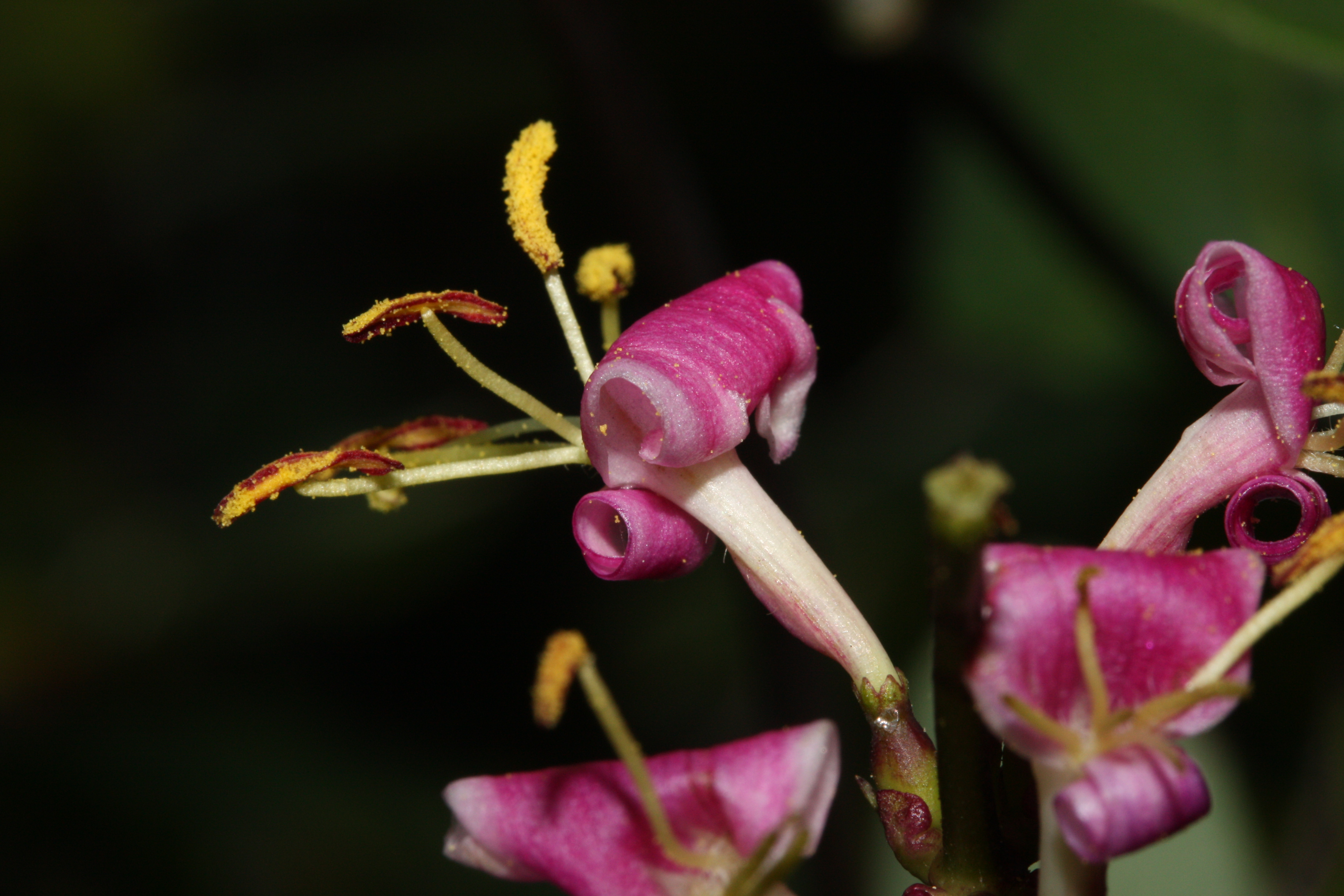
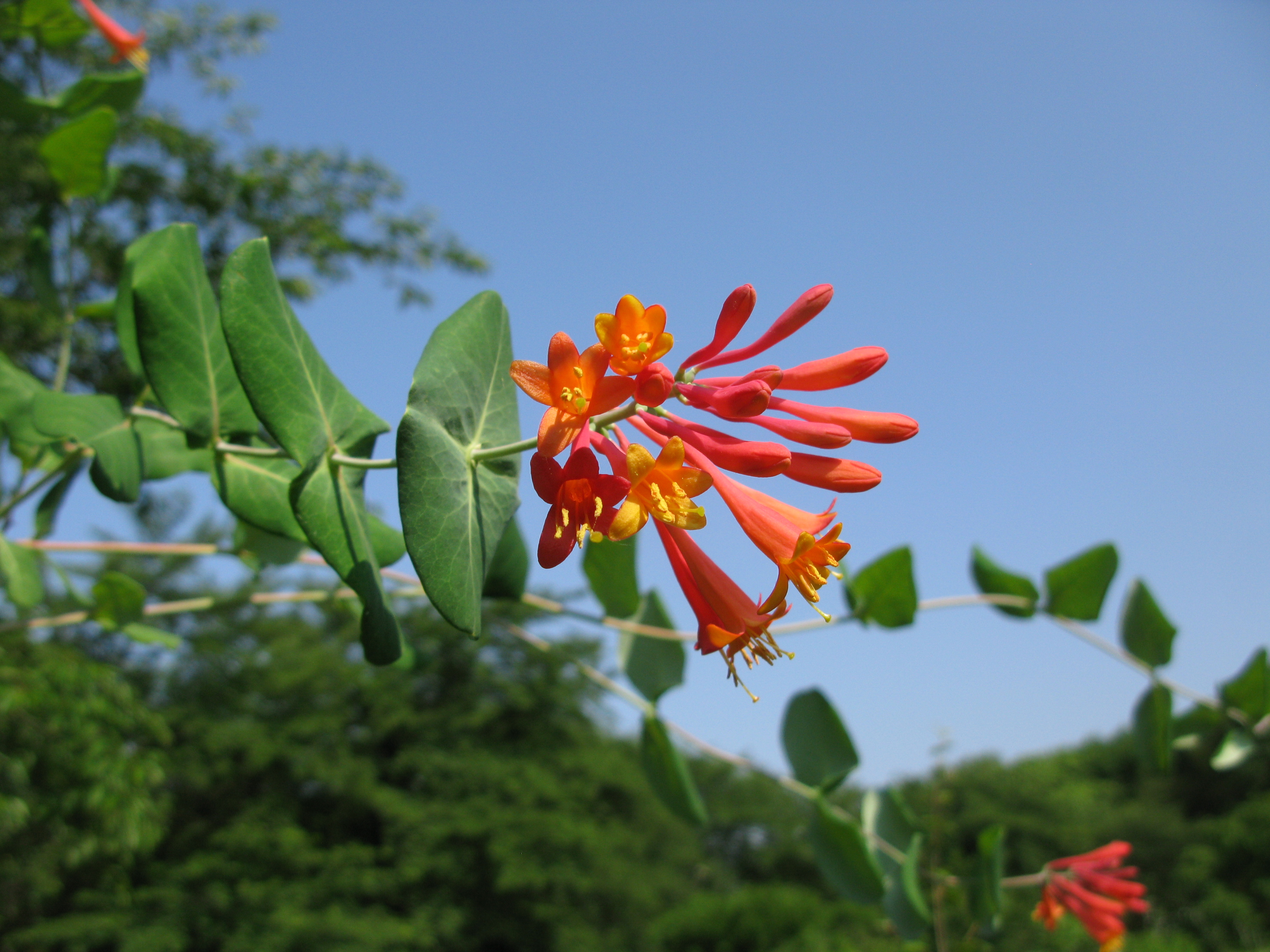

## Dottertaxa till Tryar, i alfabetisk ordning[1]
- Lonicera acuminata
- Lonicera affinis
- Lonicera alberti
- Lonicera albiflora
- Lonicera alpigena
- Lonicera altmannii
- Lonicera amoena
- Lonicera angustifolia
- Lonicera anisocalyx
- Lonicera anisotricha
- Lonicera annamensis
- Lonicera apodantha
- Lonicera arborea
- Lonicera arizonica
- Lonicera asperifolia
- Lonicera aucheri
- Lonicera bella
- Lonicera biflora
- Lonicera borbasiana
- Lonicera bournei
- Lonicera braceana
- Lonicera bracteolaris
- Lonicera brevisepala
- Lonicera buchananii
- Lonicera buddleioides
- Lonicera buschiorum
- Lonicera caerulea
- Lonicera calcarata
- Lonicera calvescens
- Lonicera cambodiana
- Lonicera canadensis
- Lonicera caprifolium
- Lonicera carnosifolia
- Lonicera caucasica
- Lonicera cerasina
- Lonicera cerviculata
- Lonicera chamissoi
- Lonicera chrysantha
- Lonicera ciliosa
- Lonicera ciliosissima
- Lonicera codonantha
- Lonicera collettii
- Lonicera confusa
- Lonicera conjugialis
- Lonicera crassifolia
- Lonicera cyanocarpa
- Lonicera dasystyla
- Lonicera deleiensis
- Lonicera demissa
- Lonicera diamantiaca
- Lonicera dioica
- Lonicera elisae
- Lonicera etrusca
- Lonicera fargesii
- Lonicera fengkaiensis
- Lonicera ferdinandii
- Lonicera ferruginea
- Lonicera flava
- Lonicera floribunda
- Lonicera formanekiana
- Lonicera fragilis
- Lonicera fragrantissima
- Lonicera fulvotomentosa
- Lonicera glabrata
- Lonicera gracilipes
- Lonicera graebneri
- Lonicera griffithii
- Lonicera guatemalensis
- Lonicera gynochlamydea
- Lonicera harae
- Lonicera helvetica
- Lonicera hemsleyana
- Lonicera heterophylla
- Lonicera heterotricha
- Lonicera hildebrandiana
- Lonicera himalayensis
- Lonicera hirsuta
- Lonicera hispida
- Lonicera hispidula
- Lonicera humilis
- Lonicera hypoglauca
- Lonicera hypoleuca
- Lonicera iberica
- Lonicera iliensis
- Lonicera implexa
- Lonicera inodora
- Lonicera interrupta
- Lonicera involucrata
- Lonicera japonica
- Lonicera jarmilae
- Lonicera javanica
- Lonicera jilongensis
- Lonicera kabylica
- Lonicera kansuensis
- Lonicera kawakamii
- Lonicera kingdonii
- Lonicera korolkowii
- Lonicera kurobushiensis
- Lonicera laceana
- Lonicera lanata
- Lonicera lanceolata
- Lonicera leschenaultii
- Lonicera ligustrina
- Lonicera linderifolia
- Lonicera litangensis
- Lonicera longiflora
- Lonicera longituba
- Lonicera maackii
- Lonicera macrantha
- Lonicera macranthoides
- Lonicera magnibracteata
- Lonicera malayana
- Lonicera maximowiczii
- Lonicera mexicana
- Lonicera micrantha
- Lonicera micranthoides
- Lonicera microphylla
- Lonicera minutiflora
- Lonicera minutifolia
- Lonicera mochidzukiana
- Lonicera modesta
- Lonicera morrowii
- Lonicera mucronata
- Lonicera myrtilloides
- Lonicera nervosa
- Lonicera nigra
- Lonicera notha
- Lonicera nubium
- Lonicera nummulariifolia
- Lonicera oblata
- Lonicera oblongifolia
- Lonicera obovata
- Lonicera oiwakensis
- Lonicera olgae
- Lonicera oreodoxa
- Lonicera ovata
- Lonicera pamirica
- Lonicera pampaninii
- Lonicera paradoxa
- Lonicera periclymenum
- Lonicera pileata
- Lonicera pilosa
- Lonicera praeflorens
- Lonicera prostrata
- Lonicera pulcherrima
- Lonicera purpurascens
- Lonicera pyrenaica
- Lonicera quinquelocularis
- Lonicera ramosissima
- Lonicera reticulata
- Lonicera retusa
- Lonicera rhytidophylla
- Lonicera robertsonii
- Lonicera rupicola
- Lonicera ruprechtiana
- Lonicera schmitziana
- Lonicera segreziensis
- Lonicera semenovii
- Lonicera sempervirens
- Lonicera serreana
- Lonicera setifera
- Lonicera siamensis
- Lonicera similis
- Lonicera simulatrix
- Lonicera sovetkinae
- Lonicera spinosa
- Lonicera stabiana
- Lonicera stephanocarpa
- Lonicera steveniana
- Lonicera strophiophora
- Lonicera subaequalis
- Lonicera subhispida
- Lonicera sublabiata
- Lonicera subsessilis
- Lonicera subspicata
- Lonicera sumatrana
- Lonicera tangutica
- Lonicera tatarica
- Lonicera tatarinowii
- Lonicera tianshanica
- Lonicera tolmatchevii
- Lonicera tomentella
- Lonicera tragophylla
- Lonicera tricalysioides
- Lonicera trichogyne
- Lonicera trichosantha
- Lonicera trichosepala
- Lonicera tschonoskii
- Lonicera tubuliflora
- Lonicera utahensis
- Lonicera uzenensis
- Lonicera vaccinioides
- Lonicera webbiana
- Lonicera vidalii
- Lonicera villosa
- Lonicera virgultorum
- Lonicera xylosteoides
- Lonicera xylosteum
- Lonicera yunnanensis
- Lonicera zaravschanica